# Campeonato Mundial de Atletismo Sub-20 de 2016 - Lançamento de dardo masculino
A prova do lançamento de dardo masculino do Campeonato Mundial de Atletismo Sub-20 de 2016 ocorreu entre os dias 22 e 23 de julho em Bydgoszcz, na Polônia. 

## Recordes
Antes desta competição, os recordes mundiais e do campeonato nesta prova eram os seguintes:
|     | Nome                   | Nacionalidade | Distância | Local    | Data                    |
| --- | ---------------------- | ------------- | --------- | -------- | ----------------------- |
| WJR | Zigismunds Sirmais     | Letónia       | 84.69 m   | Bauska   | 22 de junho de 2011     |
| CR  | John Robert Oosthuizen | África do Sul | 83.07 m   | Pequim   | 19 de agosto de 2006    |
| WJL | Neeraj Chopra          | Índia         | 82.23 m   | Guwahati | 10 de fevereiro de 2016 |

Os seguintes recordes mundiais ou do campeonato foram estabelecidos durante esta competição: 
| Data        | Evento | Nome          | Nacionalidade | Distância | Notas |
| ----------- | ------ | ------------- | ------------- | --------- | ----- |
| 23 de julho | Final  | Neeraj Chopra | Índia         | 86.48     | WJR   |

## Medalhistas
| Ouro                | Prata               | Bronze                |
| Neeraj Chopra (IND) | Johan Grobler (RSA) | Anderson Peters (GRN) |

## Cronograma
Todos os horários são locais (UTC+1).
| Data        | Hora  | Evento       |
| ----------- | ----- | ------------ |
| 22 de julho | 09:30 | Qualificação |
| 23 de julho | 18:40 | Final        |

## Resultados

### Qualificação
Qualificação: 72,50 m (Q) ou pelo menos melhor 12 qualificado (q) 
| Posição | Grupo | Atleta              | Nacionalidade  | #1    | #2    | #3    | Resultados | Notas                |
| ------- | ----- | ------------------- | -------------- | ----- | ----- | ----- | ---------- | -------------------- |
| 1       | A     | Neeraj Chopra       | Índia          | 78.20 |       |       | 78.20      | Q                    |
| 2       | A     | Anderson Peters     | Granada        | 72.39 | 76.20 |       | 76.20      | Q                    |
| 3       | B     | Márk Xavér Schmölcz | Hungria        | 71.48 | 70.01 | 74.80 | 74.80      | Q,                   |
| 4       | B     | Johan Grobler       | África do Sul  | 70.57 | 74.79 |       | 74.79      | Q                    |
| 5       | A     | Cyprian Mrzygłód    | Polónia        | 74.48 |       |       | 74.48      | Q                    |
| 6       | B     | Harry Hughes        | Grã-Bretanha   | 65.03 | 74.30 |       | 74.30      | Q                    |
| 7       | A     | Patriks Gailums     | Letónia        | 74.02 |       |       | 74.02      | Q,                   |
| 8       | A     | Zakhar Mishchenko   | Ucrânia        | 73.95 |       |       | 73.95      | Q                    |
| 9       | B     | Alexandru Novac     | Roménia        | 73.35 |       |       | 73.35      | Q                    |
| 10      | B     | Emin Öncel          | Turquia        | 73.33 |       |       | 73.33      | Q                    |
| 11      | A     | Lukas Moutarde      | França         | 71.84 | 69.23 | 73.18 | 73.18      | Q,                   |
| 12      | B     | Valery Izotau       | Bielorrússia   | 67.88 | x     | 72.76 | 72.76      | Q                    |
| 13      | B     | Junya Sado          | Japão          | 72.65 |       |       | 72.65      | Q                    |
| 14      | A     | James Whiteaker     | Grã-Bretanha   | 72.51 |       |       | 72.51      | Q,                   |
| 15      | A     | Xu Jiajie           | China          | 69.49 | 72.02 | x     | 72.02      | Recorde da temporada |
| 16      | B     | Vladislav Palyunin  | Uzbequistão    | 70.38 | x     | 71.54 | 71.54      | Recorde pessoal      |
| 17      | B     | Simon Litzell       | Suécia         | x     | 69.77 | 71.05 | 71.05      |                      |
| 18      | B     | Xiang Jiabo         | China          | 63.30 | 69.87 | 70.90 | 70.90      |                      |
| 19      | A     | Aliaksei Katkavets  | Bielorrússia   | 67.01 | 70.43 | x     | 70.43      |                      |
| 20      | A     | Matthew Rees        | Austrália      | x     | 68.57 | 69.82 | 69.82      | Recorde pessoal      |
| 21      | B     | Manu Quijera        | Espanha        | 68.30 | 68.23 | 68.91 | 68.91      |                      |
| 22      | A     | Erich Wiese         | África do Sul  | 68.61 | 67.99 | 65.93 | 68.61      |                      |
| 23      | A     | Denis Picus         | Moldávia       | 68.57 | 66.34 | x     | 68.57      |                      |
| 24      | B     | Mateusz Zabłocki    | Polónia        | 64.21 | 68.32 | 65.08 | 68.32      |                      |
| 25      | B     | Conor Warren        | Austrália      | 65.55 | 68.31 | 67.19 | 68.31      |                      |
| 26      | B     | Norman Plischke     | Alemanha       | x     | x     | 68.00 | 68.00      |                      |
| 27      | A     | Pedro Luiz Barros   | Brasil         | 67.75 | 64.95 | 67.97 | 67.97      |                      |
| 28      | A     | Hudson Keffer       | Estados Unidos | 67.76 | 66.11 | 67.58 | 67.76      |                      |
| 29      | B     | Modestas Masteika   | Lituânia       | x     | x     | 67.36 | 67.36      |                      |
| 30      | A     | Arshad Nadeem       | Paquistão      | x     | 63.35 | 67.17 | 67.17      |                      |
| 31      | A     | Hiroshi Ikegawa     | Japão          | x     | 62.89 | 66.01 | 66.01      |                      |
| 32      | A     | Lee Ji-hwan         | Coreia do Sul  | 64.36 | 63.09 | 65.63 | 65.63      |                      |
| 33      | B     | Oleksandr Kozubskyi | Ucrânia        | x     | 65.34 | 60.15 | 65.34      |                      |
| 34      | A     | Odei Jainaga        | Espanha        | 63.63 | 63.20 | 63.02 | 63.63      |                      |
| 35      | B     | Thomas Peters       | Estados Unidos | x     | 62.76 | x     | 62.76      |                      |
| 36      | B     | Gaurav Yadav        | Índia          |       |       |       | DNS        |                      |

### Final
A prova final foi realizada no dia 23 de julho às 18:40. 
| Posição           | Atleta              | Nacionalidade | #1    | #2    | #3    | #4    | Resultados | Notas           |
| ----------------- | ------------------- | ------------- | ----- | ----- | ----- | ----- | ---------- | --------------- |
| Medalha de ouro   | Neeraj Chopra       | Índia         | 79.66 | 86.48 | 78.36 | x     | 86.48      | WJR             |
| Medalha de prata  | Johan Grobler       | África do Sul | 80.59 | 69.01 | x     | 75.16 | 80.59      | Recorde pessoal |
| Medalha de bronze | Anderson Peters     | Granada       | 79.51 | 79.65 | 75.12 | 76.95 | 79.65      | NJR             |
| 4                 | Emin Öncel          | Turquia       | 75.20 | 73.65 | x     | x     | 75.20      |                 |
| 5                 | Alexandru Novac     | Roménia       | 71.95 | 72.91 | x     | x     | 72.91      |                 |
| 6                 | Márk Xavér Schmölcz | Hungria       | 72.66 | 66.07 | 70.55 | 69.87 | 72.66      |                 |
| 7                 | Harry Hughes        | Grã-Bretanha  | 66.82 | 72.22 | 70.42 |       | 72.22      |                 |
| 8                 | Zakhar Mishchenko   | Ucrânia       | 71.21 | 67.44 | 66.50 |       | 71.21      |                 |
| 9                 | Cyprian Mrzygłód    | Polónia       | 68.46 | 69.58 | 70.48 |       | 70.48      |                 |
| 10                | Lukas Moutarde      | França        | 68.06 | 65.27 | 66.53 |       | 68.06      |                 |
| 11                | Patriks Gailums     | Letónia       | 63.61 | 66.84 | 66.57 |       | 66.84      |                 |
| 12                | Valery Izotau       | Bielorrússia  | 66.40 | 63.46 | r     |       | 66.40      |                 |
| 13                | James Whiteaker     | Grã-Bretanha  | 65.39 | 64.28 | 62.88 |       | 65.39      |                 |
| 14                | Junya Sado          | Japão         | 64.04 | 62.61 | 56.76 |       | 64.04      |                 |

Legenda
| Recorde mundial       | Recorde mundial (World record)               |                       | Recorde africano                      | Recorde africano (African) |                                           | Q | Classificado por posição (Qualified) |
| Recorde do campeonato | Recorde do campeonato (Championship record)  | Recorde da América    | Recorde da América (Americas)         | q                          | Classificado por melhor tempo (Qualified) |   |                                      |
| Melhor marca do ano   | Melhor marca do ano (World leading)          | Recorde asiático      | Recorde asiático (Asian)              | DNS                        | Não largou (Did not start)                |   |                                      |
| Recorde nacional      | Recorde nacional (National record)           | Recorde europeu       | Recorde europeu (European)            | DNF                        | Não terminou (Did not finish)             |   |                                      |
| Recorde pessoal       | Recorde pessoal do atleta (Personal best)    | Recorde da Oceania    | Recorde da Oceania (Oceania)          | DSQ / DQ                   | Desclassificado (Disqualified)            |   |                                      |
| Recorde da temporada  | Recorde da temporada do atleta (Season best) | Recorde sul-americano | Recorde sul-americano (South America) | NM                         | Sem marca (No mark)                       |   |                                      |